# Брендон Болден
Брендон Болден (рођен 26. јануара 1990) играч је америчког фудбала који игра на позицији тркача (ранинг бек) за тим Њу Ингланд патриотса који се такмиче у Националној Фудбалској лиги. Пре него што је заиграо за садашњи клуб, играо је колеџ фудбал на универзитету Мисисипи.

## Детињство
Болден је почео да игра амерички фудбал у средњој школи коју је похађао у Батон Ружу граду у америчкој савезној држави Луизијана где је и рођен. За школски тим као сениор имао је 886 освојених јарди и 12 ухваћених тачдаун пасова чиме је био у конкуренцији за најбољи тим округа. Био је тражен од стране два универзитета Луизијана Стејт и Мисисипи. На крају се одлучио да игра за Мисисипи и тренера Хјустона Њута.

## Колеџ каријера
Почетак на колеџу није био тако сјајан. На његовом месту играо је како се сматрало тада талентованији Енрике Давидс тако да је прву годину углавном преседао на клупи за резервне играче. Тек у другој години добио је шансу коју је искористио на најбољи могући начин и био једина светла тачка у тиму који је имао катастрофалну сезону. Нажалост почетком следеће сезоне већ на првој утакмици доживео је повреду чланка, опоравак је трајао неколико недеља и после тога више се није вратио у стару форму. Изашао је 2012 године на драфт међутим није избран. Као слободан агент 2. маја 2012 потписао је уговор са екипом Њу Ингланд патриотси

## Професионална каријера

### Њу Ингланд Патриотси

#### Сезона 2012
Таком утакмица у предсезони играо је просечно али је ипак уврштен међу 53 играча који ће играти у сезони, Бил Беличик је сматрао да ће му бити корисније на утакмицама да стиче искуство и самопоуздање него да остане са играчима који ће току сезоне само тренирати са екипом.
Дебитовао је за Њу Игланд патриотсе у трећем колу на утакмици против екипе Балтимор равенса када је постигао свој први тачдаун у НФЛ-у. Већ на следећој утакмици против Бафало Билса био је стартер и водио је екипу до победе са скором 1 тачдаун, 11 уваћених и 137 освојених јарди.
Као награду за своју игру на тој утакмици добио је признање за најбољег играча 4 кола лиге.
У Новембру 2012 Болден је зарадио 4 утакмице суспензије због коришћења недозвољених супстанци.

#### Сезона 2013
Болден је 2013 одиграо 12 утакмица за своју екипу. Имао је 217 освојених јарди, 3 тачдауна и 152 ухваћена јарда. Такође имао је импресивних 4,9 освојених јарди по мечу.

#### Сезона 2014
Њу Ингланд патритоси су објавили 9. јануара 2015 да су продужили уговор са Болденом на још две године.У тој сезони одиграо је 16 утакмица од којих је на 2 био у стартној постави. Имао је 89 освојених јарди и један тачдаун.
Наступао је у 49. Супербоул утакмици где су Њу Игнланд патриотси поразили Сијетл сихосе и освојили тутилу.

#### Сезона 2015
На почетку сезоне Болден је играо значајну улогу у тиму, био је један од најбољих играча екипе која је почела сјајно сезону са пет победа у низу. На утакмици против Индијанаполис Колтса 18. октобра био је најбољи играч на терену. Три недеље касније постигао је свој први тачдаун на пас Тома Брејдија. Ипак у конференцијском финалу његов тим је поражен од Денвер Бронкоса.

## Приватни живот
Брандон Болден је ожењен са Аријаном Кинг са којом се забављао још од средње школе. Пар је 2. маја 2011 године прослвио први рођендан сина Бруса. Болденов деда по мајци је Франк Питс некадашњи крилни хватач екипа Кливленд Браунси, Оукленд Рајдерси и Канзас Сити Чифса са којима је два пута играо у Супербоул утакмици и једном освојио.